# 罗马附近的渡槽

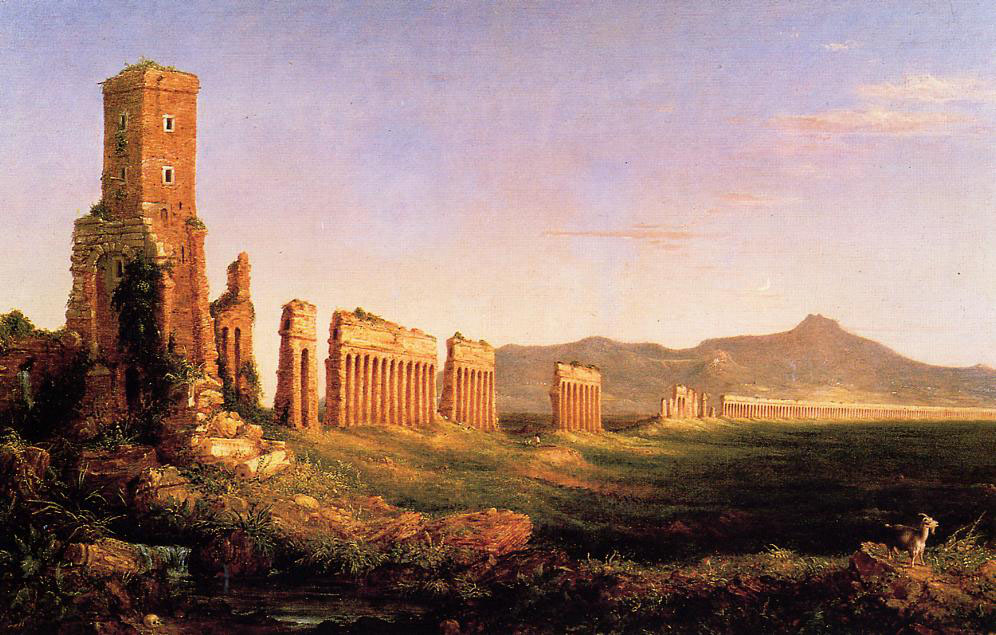
《罗马附近的渡槽》，1832年完成，米爾德里德·萊恩·肯珀藝術博物館

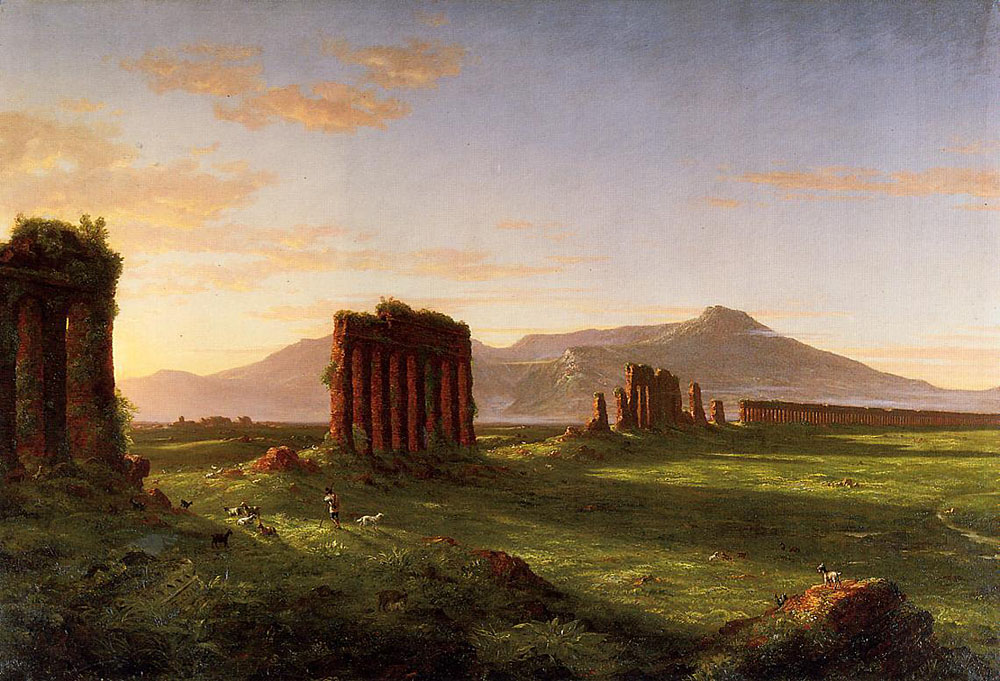
《羅馬坎帕尼亞》，1843年完成，沃茲沃思學會

《罗马附近的渡槽》（英語：Aqueduct near Rome）是托马斯·科尔的油畫，在1832年完成。它的尺寸是44.5厘米 × 67.3厘米（17.5英寸 × 26.5英寸），是柯爾於1831至1832年期間來訪義大利所創作的最大一幅作品。
這幅畫是受到來自美國麻薩諸塞州沃爾瑟姆遊客查爾斯·萊曼委託，他的家族擁有萊曼莊園。